# Abernant
Abernant é uma comunidade não incorporada no condado de Tuscaloosa, no estado norte-americano do Alabama. Fica localizada junto a Rota Estadual 216, aproximadamente 5,8 quilômetros a oeste da cidade de Lake View. Abernant tem uma agência de correios, tendo o CEP 35440.